# Chau Pui
Chau Pui (kinesiska: 洲背) är en strand i Hongkong (Kina). Den ligger i den nordöstra delen av Hongkong.